# 200 Vesey Street
200 Vesey Street, ehemals Three World Financial Center, auch American Express Tower genannt, ist ein Wolkenkratzer in New York City. Er ist Teil des Bürokomplexes Brookfield Place und befindet sich im Stadtteil Battery Park City in Lower Manhattan. 200 Vesey Street ist der weltweite Hauptsitz von American Express.

## Beschreibung
200 Vesey Street, von 1983 bis 2013 als Three World Financial Center bekannt, ist ein 225,2 Meter (739 Fuß) hohes Bürogebäude, das von den Architekten César Pelli aus Argentinien und Haines Lundberg Waehler sowie dem Bauingenieur Thornton Tomasetti entworfen wurde. Der Bau des 53-stöckigen Hochhauses begann 1983 und wurde 1986 fertiggestellt und eröffnet. Die 200 Vesey Street ist das höchste Gebäude des Brookfield-Place-Komplexes und nimmt mit Stand 2024 den 74. Platz in New York City ein. An der Südseite schließen sich das Winter Garden Atrium und dahinter die 225 Liberty Street an. Westlich befinden sich, verbunden mit einem Flachbau das Nachbargebäude 250 Vesey Street sowie der Yachthafen „North Cove Marina“ am Hudson River. Östlich steht direkt gegenüber, von der West Street (West Side Highway) getrennt, das One World Trade Center. Nördlich befindet sich jenseits der Vesey Street der neue Wolkenkratzer 200 West Street von Goldman Sachs mit seinem Hauptquartier. 200 Vesey Street hat wie die drei anderen Türme des Komplexes ein markantes Kupferdach. Bei diesem Gebäude handelt es sich um eine Pyramide.
Ein Großteil von Brookfield Place (bis 2013 World Financial Center) wurde bei den Anschlägen vom 11. September 2001 auf das alte World Trade Center durch den Einsturz der Zwillingstürme, die sich direkt neben dem World Financial Center befanden, schwer beschädigt. Mit einem Volumen von 250 Millionen Dollar wurde Brookfield Place vom Unternehmen Brookfield Office Properties modernisiert und 2014 der Bürokomplex in „Brookfield Place“ und das Three World Financial Center in „200 Vesey Street“ umbenannt.

## Ansichten

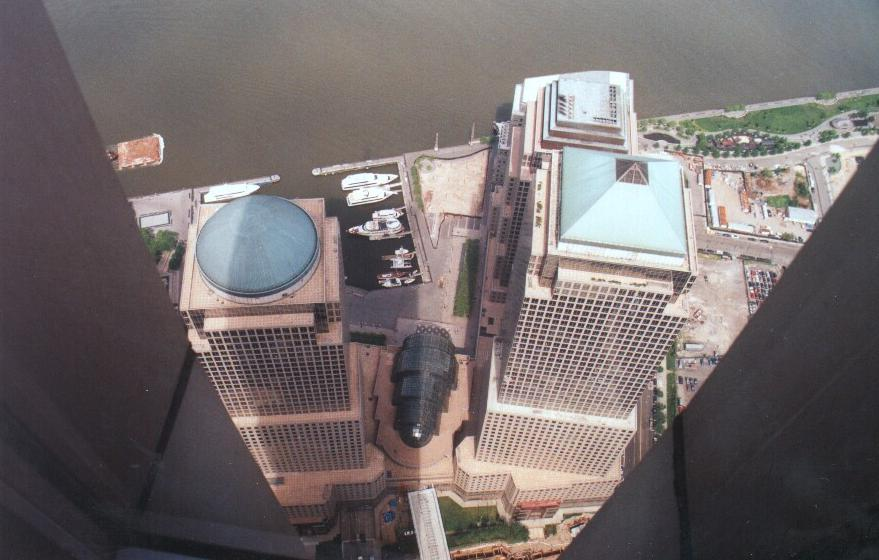
Blick vom WTC 1 (Nordturm, vor 2001)
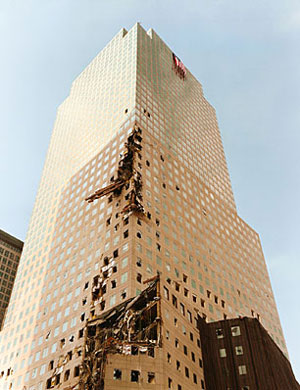
Schäden durch den Einsturz des Nordturms
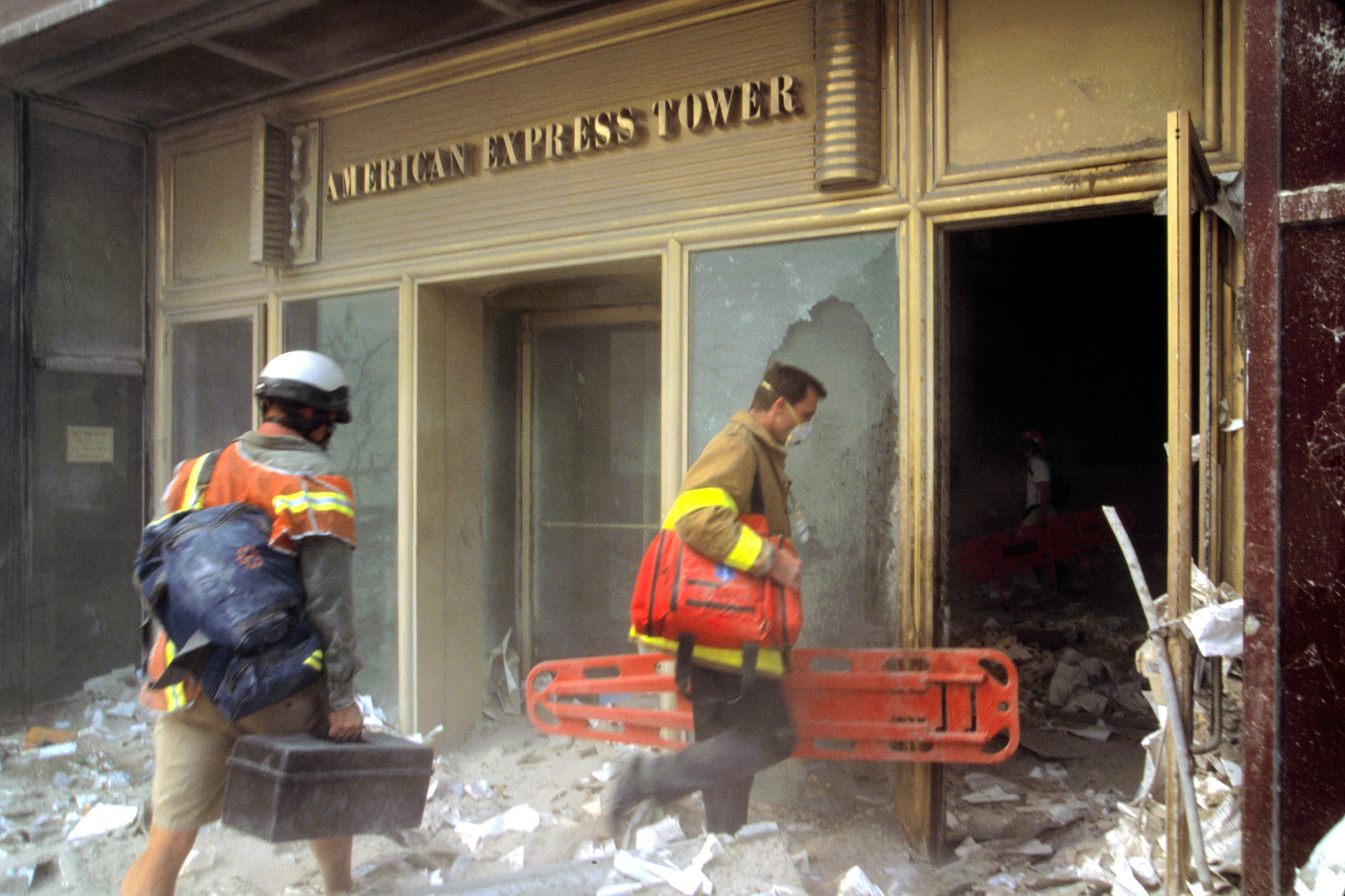
Zwei Rettungskräfte beim Betreten des Towers am 11. September 2001
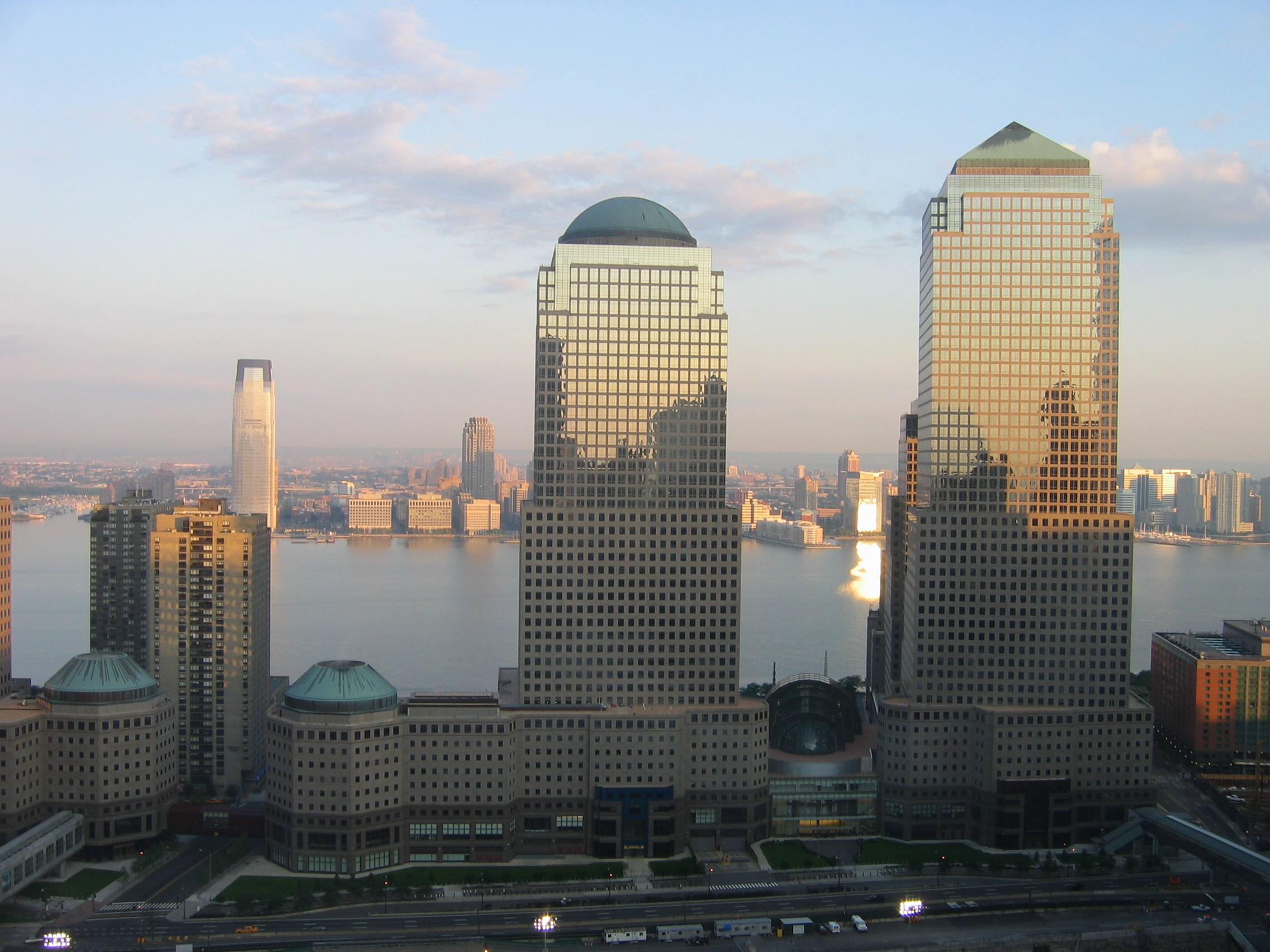
Ansicht 2006 (rechts)
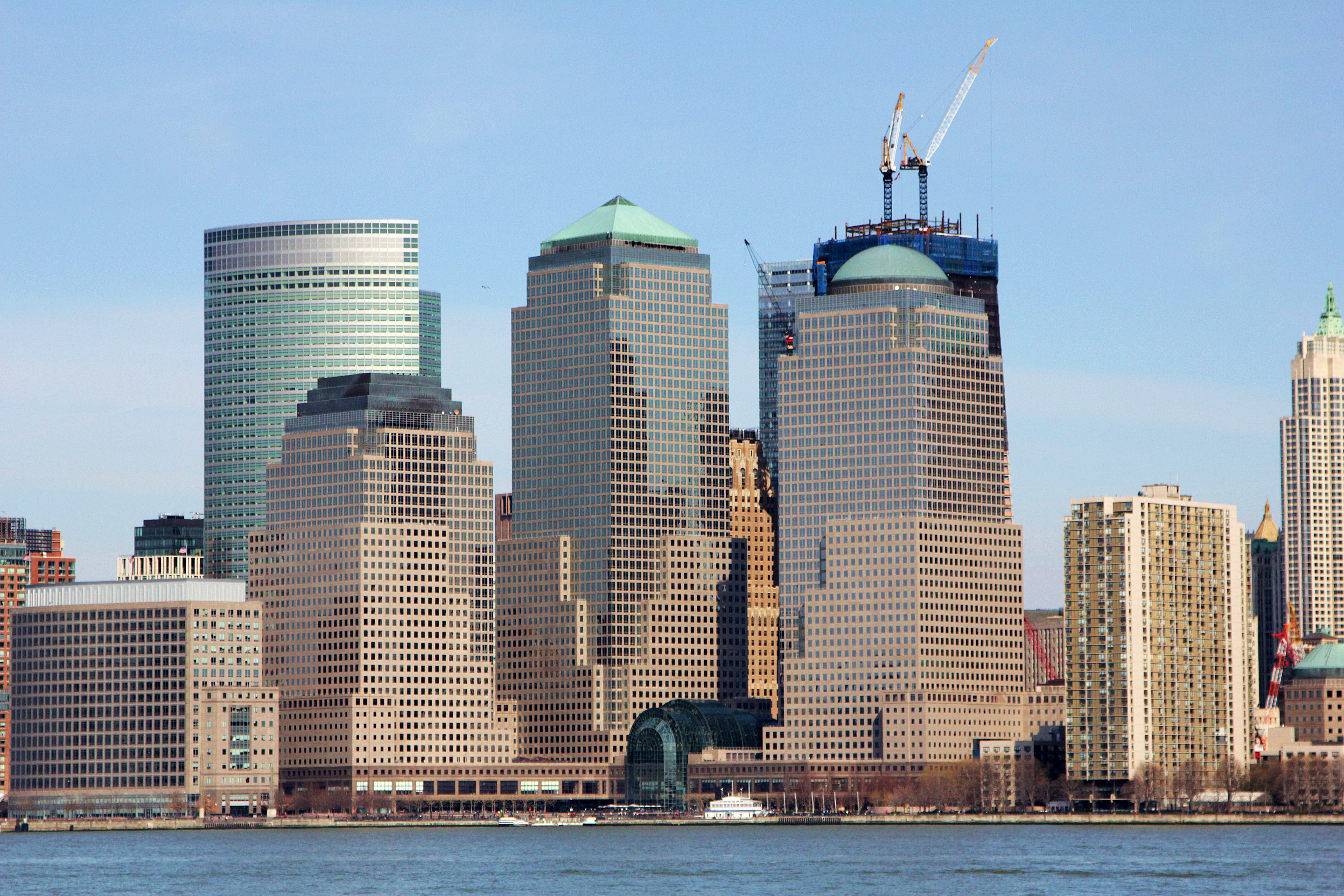
Lage im Komplex (Mitte)
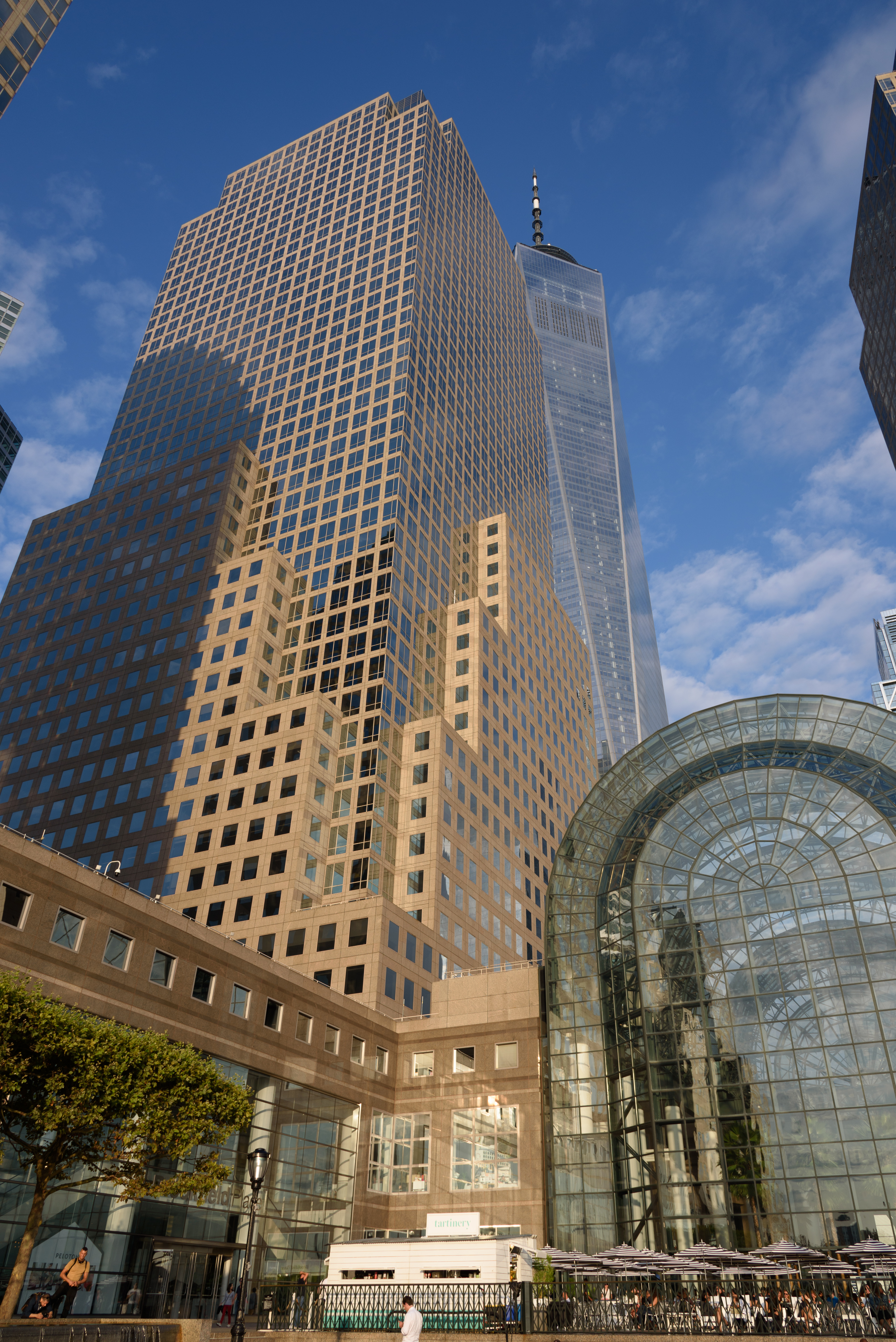
Mit Winter Garden und One World Trade Center im Hintergrund (2017)